# Dipignano
Dipignano est une commune de la province de Cosenza dans la région Calabre en Italie. 

## Administration
| Période                                  | Période  | Identité      | Étiquette | Qualité |
| ---------------------------------------- | -------- | ------------- | --------- | ------- |
| 14 juin 2004                             | En cours | Roberto Perri |           |         |
| Les données manquantes sont à compléter. |          |               |           |         |

### Hameaux
Tessano, Laurignano, Brunetta, Capocasale, Santamaria, Basso, Petroni, Doviziosi, Cappuccini

### Communes limitrophes
Carolei, Cosenza, Domanico, Malito, Mendicino,  Paterno Calabro